# مس (اسپانیا)
مس (به اسپانیایی: Mos) یک شهرستان در اسپانیا است.

## خصوصیات
مس ۱۳٬۹۹۶ نفر جمعیت دارد.